# Palais Gatterburg

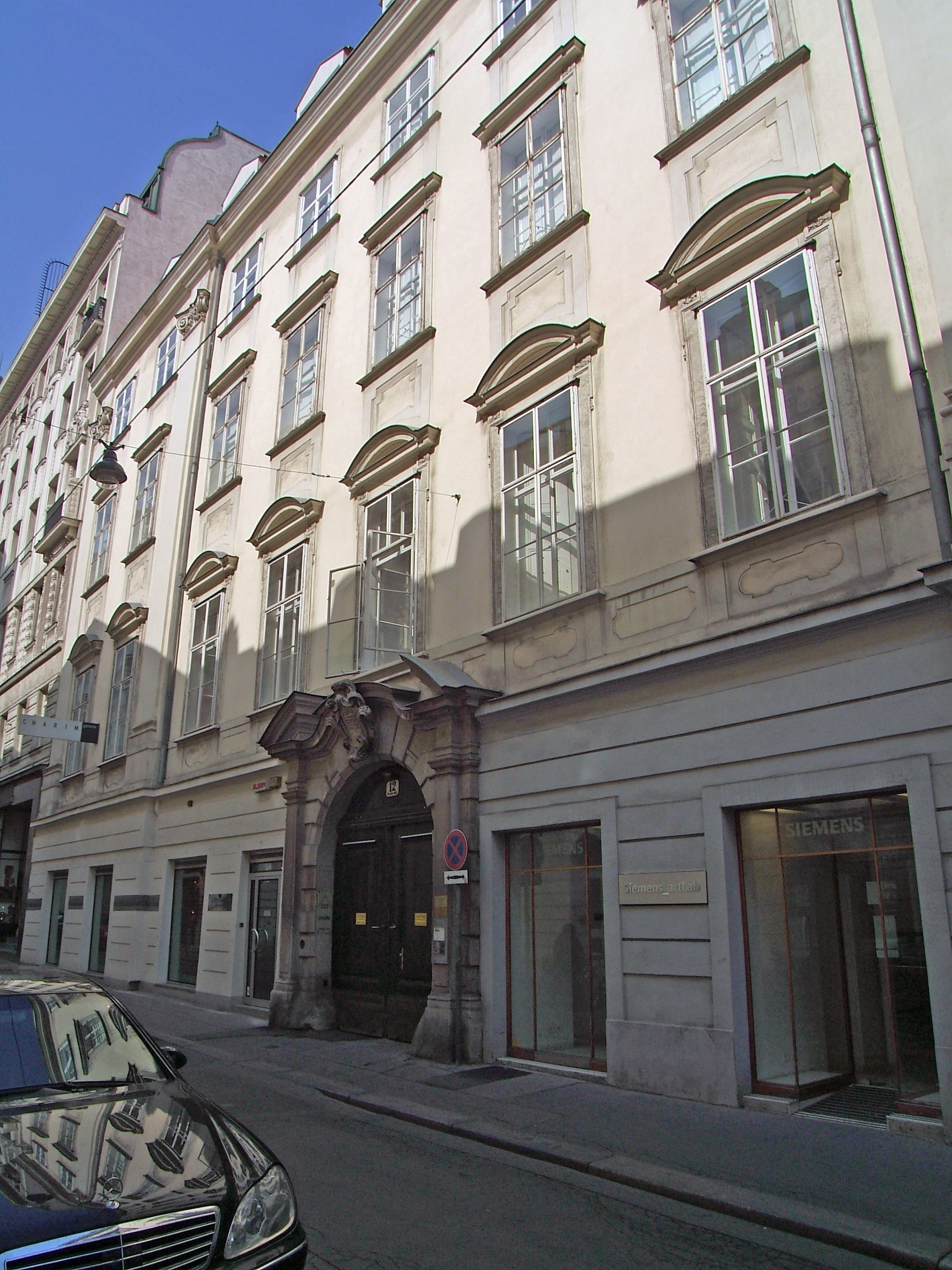
Palais Gatterburg

Das Palais Gatterburg befindet sich im 1. Wiener Gemeindebezirk Innere Stadt, Dorotheergasse 12.

## Geschichte
Carl Freiherr von Häckelberg ließ 1698 von Christian Alexander Oedtl in der Dorotheergasse 12 ein Palais errichten. Um den Bauplatz zu vergrößern, wurden auch die Hintertrakte des Hauses Bräunerstraße 7 abgerissen und in den Neubau mit einbezogen. Im Jahre 1710 kam das Palais in den Besitz der Grafen Gatterburg. 1781 wurde die Freimaurerloge „Zur wahren Eintracht“ gegründet, die ihren Sitz im Palais bis 1985 hatte.

## Beschreibung
Zwei zweiachsige Seitenrisalite umschließen den fünfachsigen Mittelteil des hochbarocken Palais. Der Sockel ist gebändert mit einem zentralen Rundbogenportal. Toskanische Pilaster tragen einen von einem Knickgiebel gesprengten Segmentgiebel. Der Schlussstein ist mit dem Wappen der Grafen Gatterburg geschmückt. Die Seitenrisalite sind mit über drei Stockwerke reichende Riesenpilaster mit ionischen Kapitellen vertikal gegliedert. Die Fensterrahmungen der Beletage und des darüber liegenden Geschoßes haben Ohren. Die Fensterverdachung der Beletage ist geschweift, während sie im nächsten Stockwerk gerade ausgeführt ist. Durch die Putzfelder der Parapeten erfährt die Fassade eine weitere Gliederung. Sie sind nicht nur in der Beletage durch zusätzliche Putzfelder waagrecht über dem Gurtgesims verbunden, sondern sie bilden auch senkrecht ein dekoratives Element.
Zu erwähnen ist auch der im Original erhaltene barocke Dachstuhl mit Dachausbau und Dachgauben. Die Beletage ist mit einer Stuckdecke aus der Zeit um 1700 ausgestattet. Vier weibliche allegorische Figuren repräsentieren die Stärke, Gerechtigkeit, Weisheit und Mäßigung.